# Doven Streek
Der Doven Streek (auch De Schlät) war ein Nebenarm der Alster. Er befand sich im Hayns Park in Hamburg-Eppendorf. Zwischen der Alster und dem Doven Streek befand sich eine Landzunge mit dem Namen Reihersteig.
Der Nebenarm wurde ca. 1920 im Zuge der Kanalisierung der Alster zugeschüttet. Ein letzter Rest des Doven Streek ist die Bucht vor dem Bootshaus Silwar, die auch als „Alte Alster“ bezeichnet wird.